# 青龍寺 (土佐市)
青龍寺（しょうりゅうじ）は、高知県土佐市宇佐町にある真言宗豊山派の寺院。独鈷山（とっこうざん）、伊舎那院（いしゃないん）と号す。本尊は波切不動明王。四国八十八箇所第三十六番札所。竜のお不動さんの愛称がある。
- 本尊真言：のうまくさんまんだ ばざらだん せんだ まかろしゃだ そわたや うんたらた かんまん
- ご詠歌：わずかなる泉にすめる青龍は　仏法（ぶっぽう）守護の誓いとぞきく
- 納経印：当寺本尊、奥之院大聖不動尊

納経時間は午前8時 - 午後5時。

## 沿革
寺伝によれば弘仁年間（810年 – 824年）に空海（弘法大師）によって開基されたとされる。入唐求法の遣唐使として、恵果和尚より真言密教の奥義を伝授された空海が帰国の折、有縁の地に至るように祈願して独鈷杵を東方に向かって投げた。空海はその独鈷杵がこの山中の松の木にあると感得し、嵯峨天皇に奏上。弘仁6年（815年）に恵果和尚を偲び、唐の青龍寺と同じ名の寺院を建立したという。本尊の波切不動は、空海が乗った遣唐使船が入唐時に暴風雨に遭った際に、不動明王が現れて剣で波を切って救ったといわれ、空海がその姿を刻んだものであると伝える。
江戸時代初期には荒廃していたが、土佐藩2代藩主山内忠義によって正保年間（1644年 – 1648年）に再興された。しかし、宝永4年(1707年)には地震と津波で大きな被害を受け、江戸末期に再建された。
なお、本堂のある上段が如意山で、客殿のあるところが摩尼山の麓で、奥の院のある所が独鈷山であり、薬師如来が本尊の寺があった如意山に、奥の院の本尊不動明王を移し、その薬師如来は横に置かれ、そのあと大師堂を造ってずらっと並んだ伽藍の一つの寺になったとみられる。

## 境内
上段
- 本堂：右脇陣に重要文化財の愛染明王像が安置されている。（毎月旧暦28日に本堂と大師堂が開扉され愛染明王像が拝観できる。）左脇陣は不動明王。
- 大師堂：大師像を拝顔できる。
- 薬師堂（小堂）
- 白山神社：拝殿と本殿は覆い屋根に
- 奥の院遥拝祠

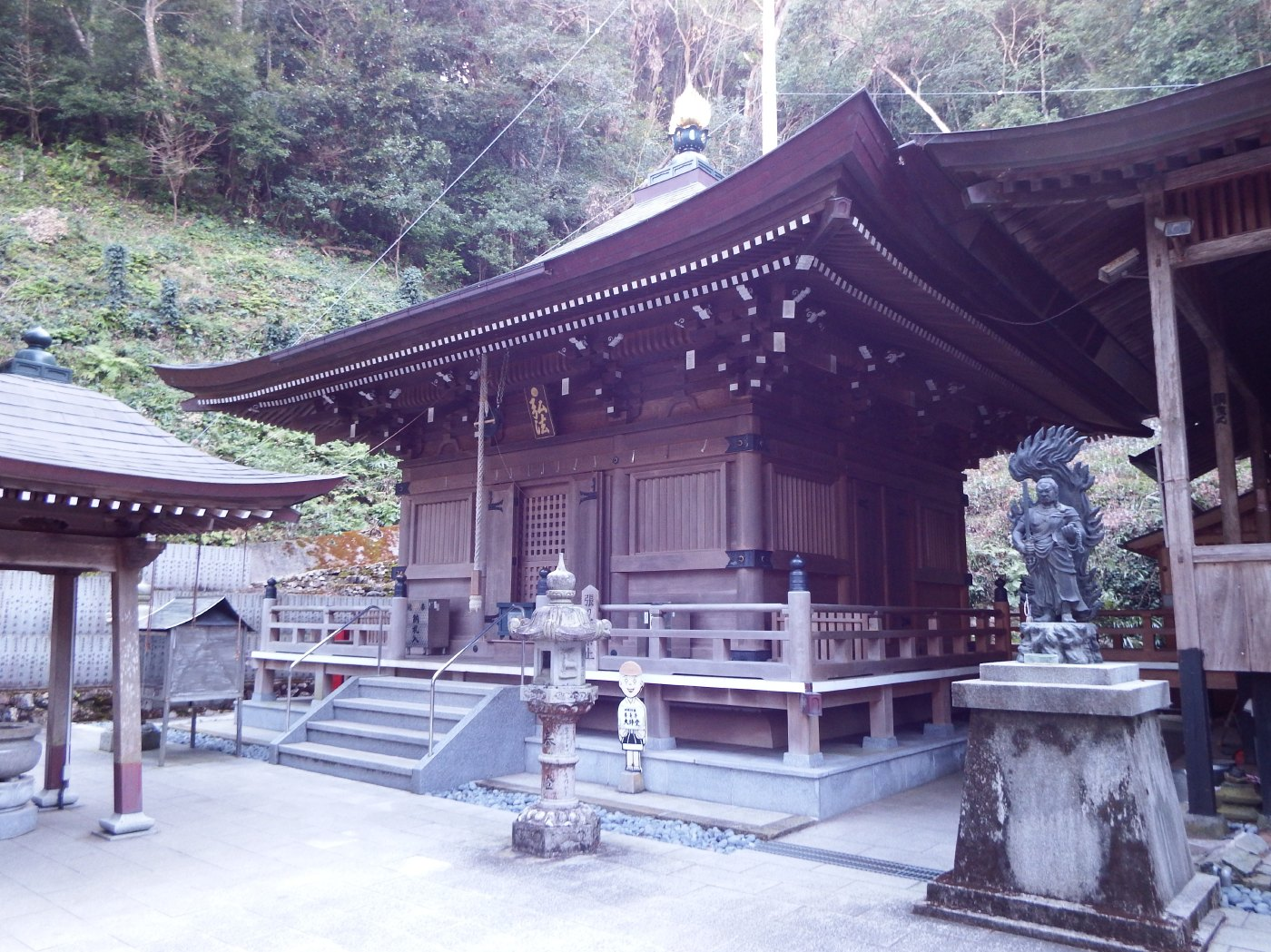
大師堂
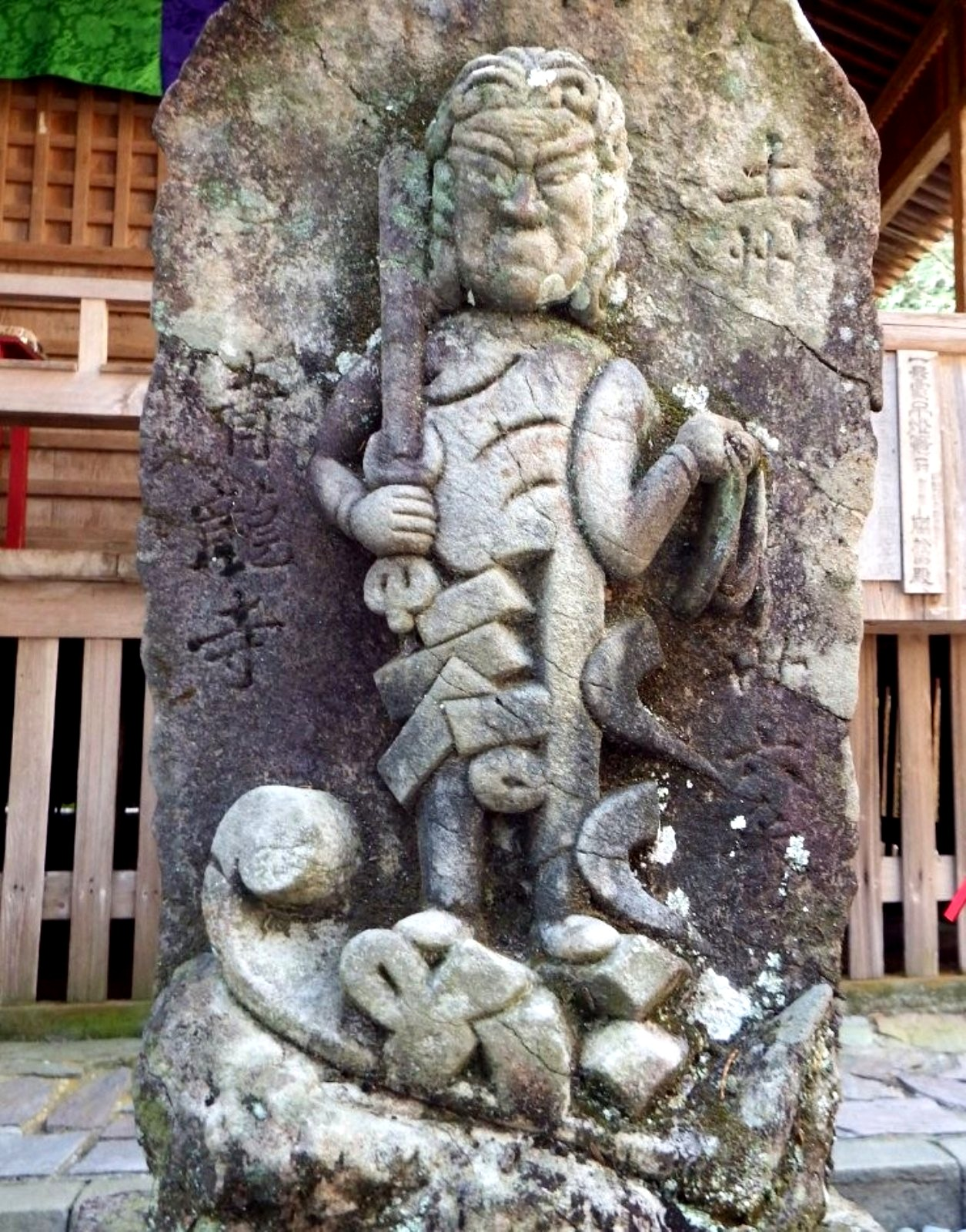
本堂前のミニ八十八ヶ所36番の石像
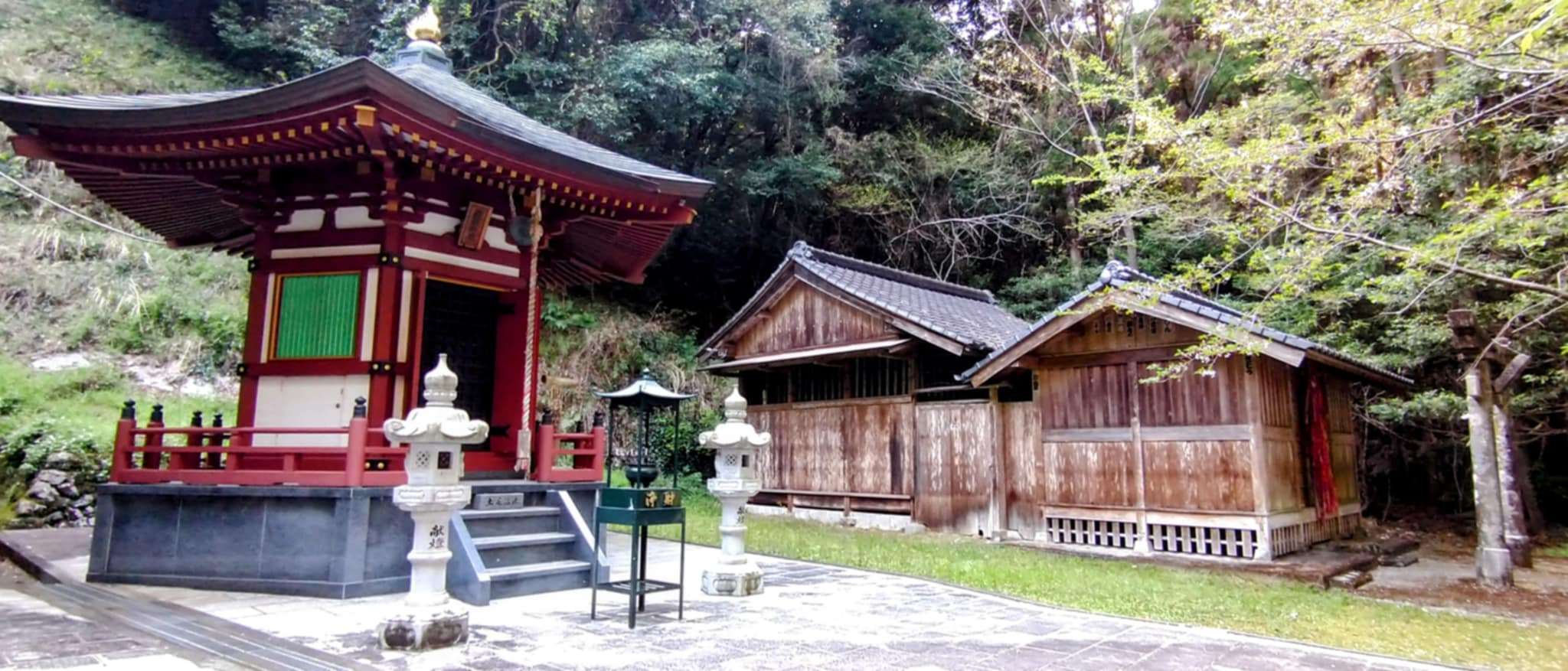
薬師堂と白山神社
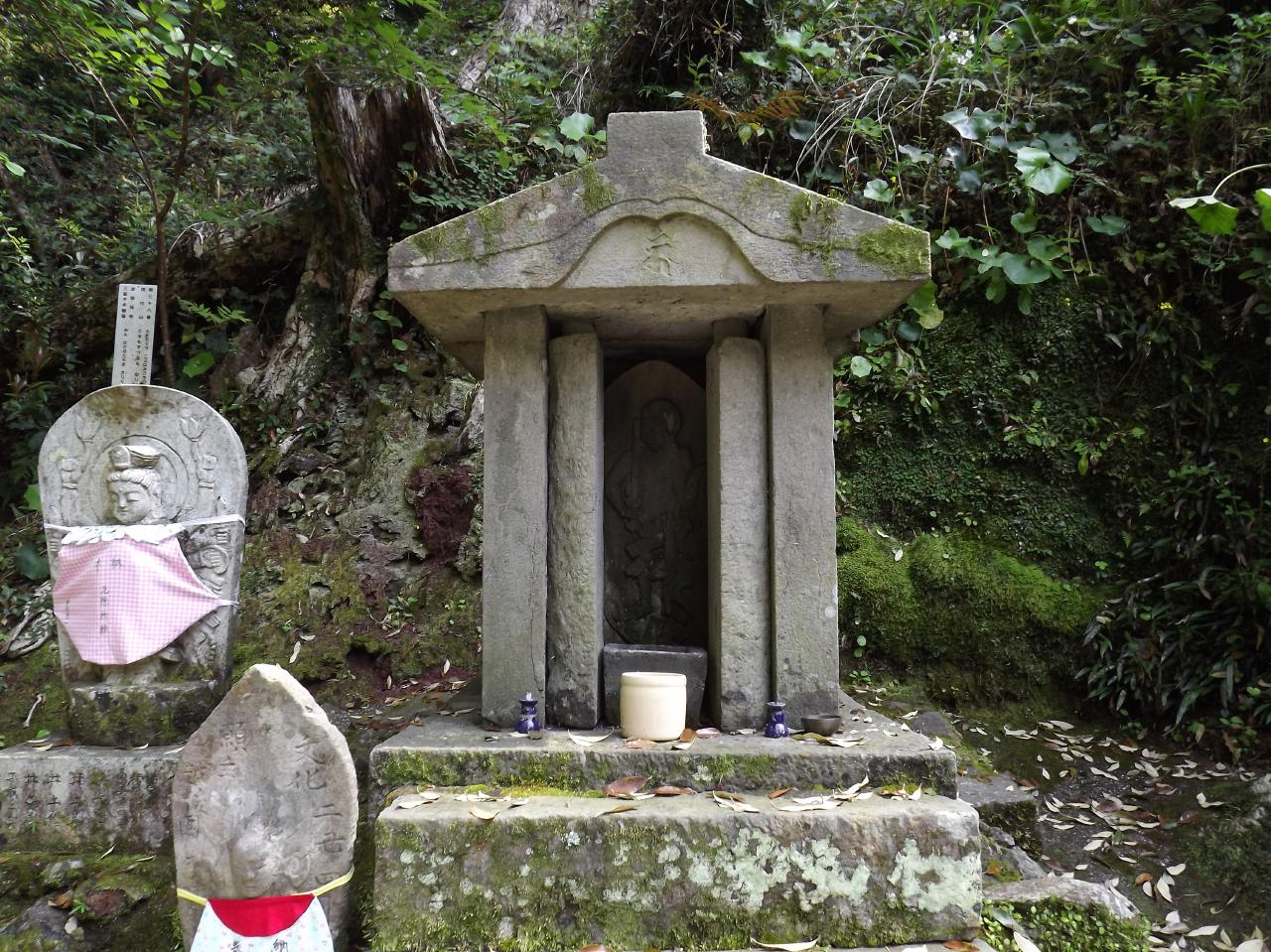
奥の院遥拝祠

中段
- 恵果阿闍梨墓
- 弁天堂（祠）
- 瀧行の滝
- 聖天堂（小堂）
- 山門（仁王門）
- 三重塔

- 恵果阿闍梨墓
- 瀧行の滝と本堂への石段
- 仁王門
- 三重塔

麓段
- 納経所
- 恵果堂
- 青龍大権現堂（祠）
- 護摩堂：本坊に接続
- 客殿
- 鐘楼門
- 多宝塔

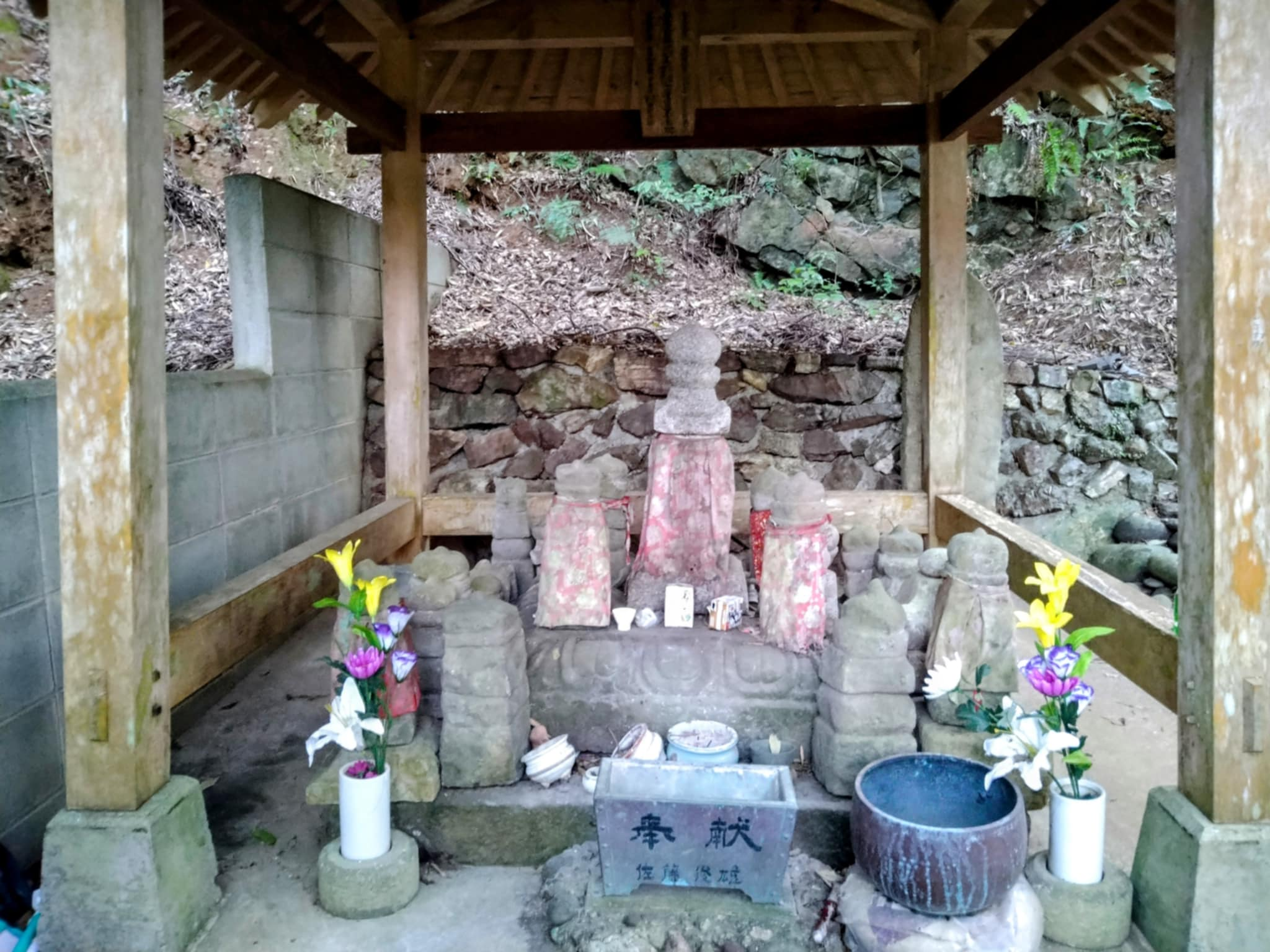
恵果阿闍梨墓
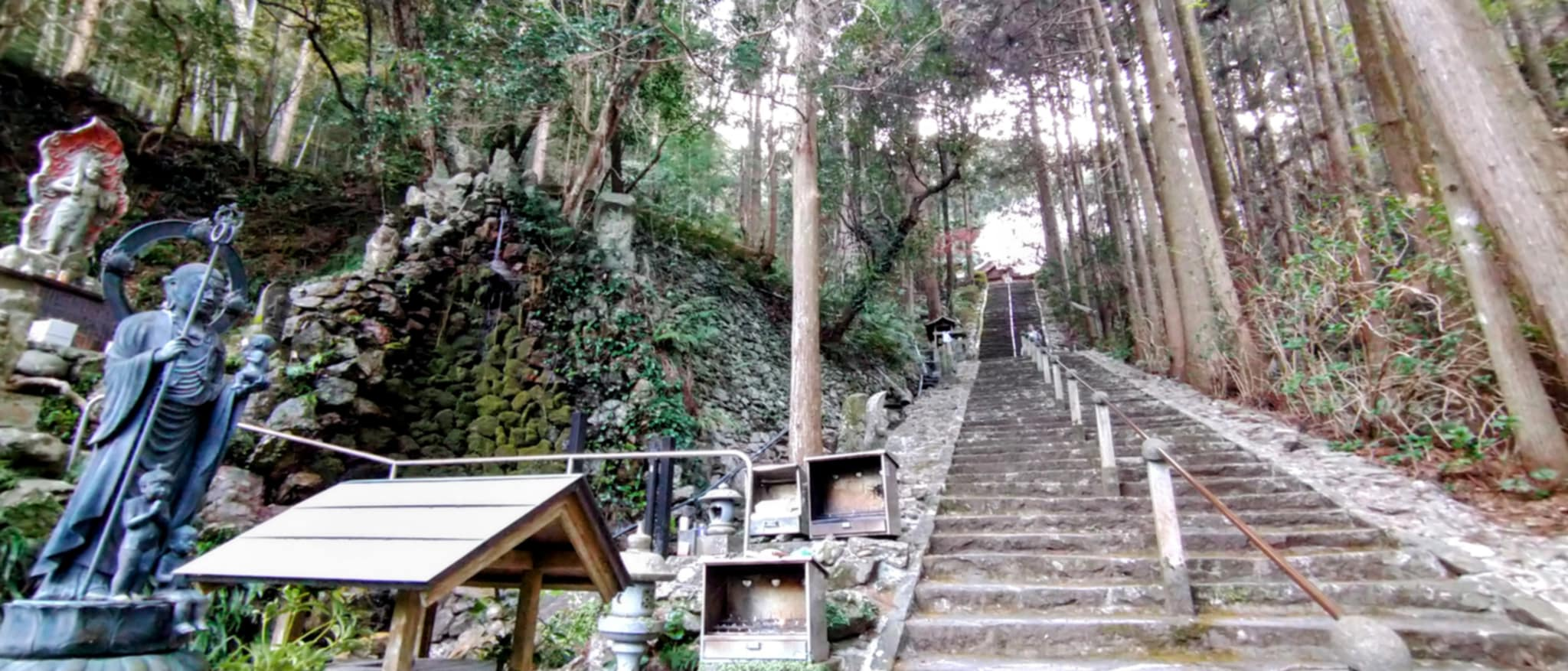
瀧行の滝と本堂への石段
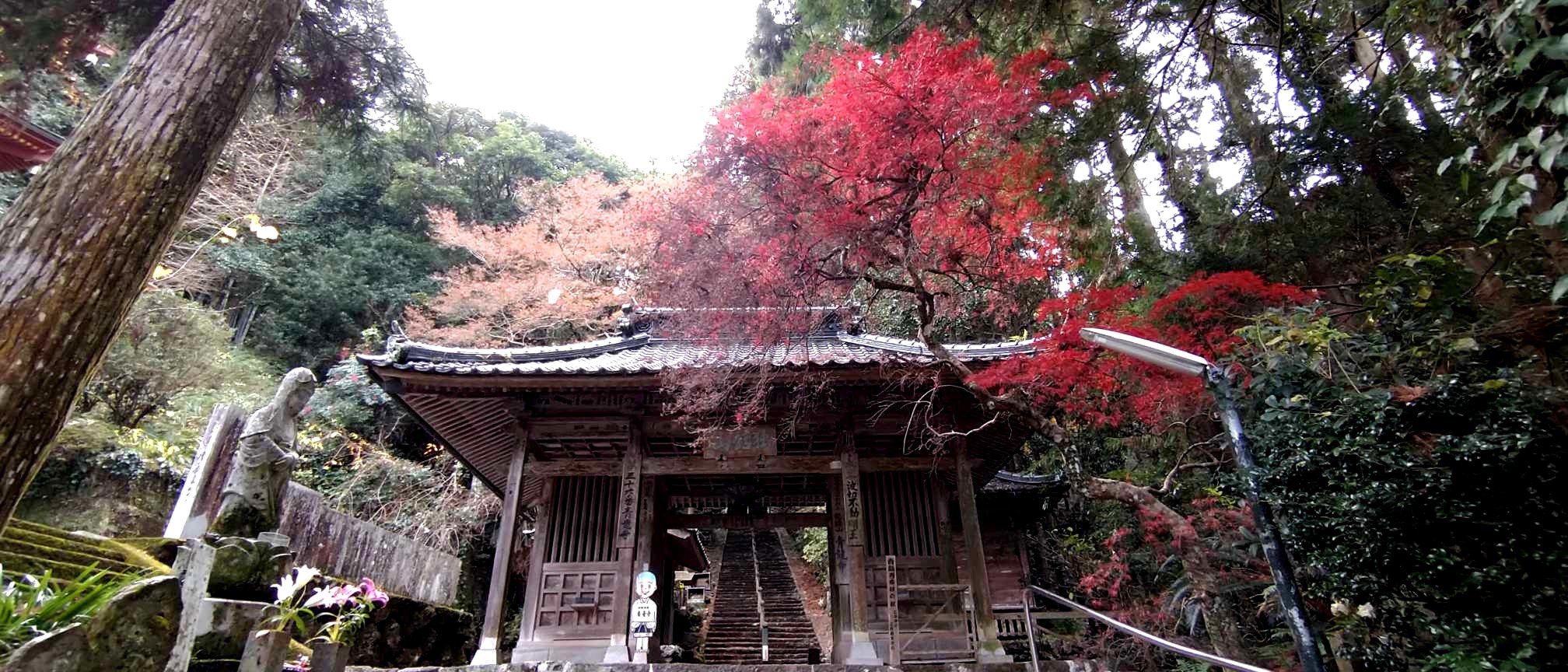
仁王門
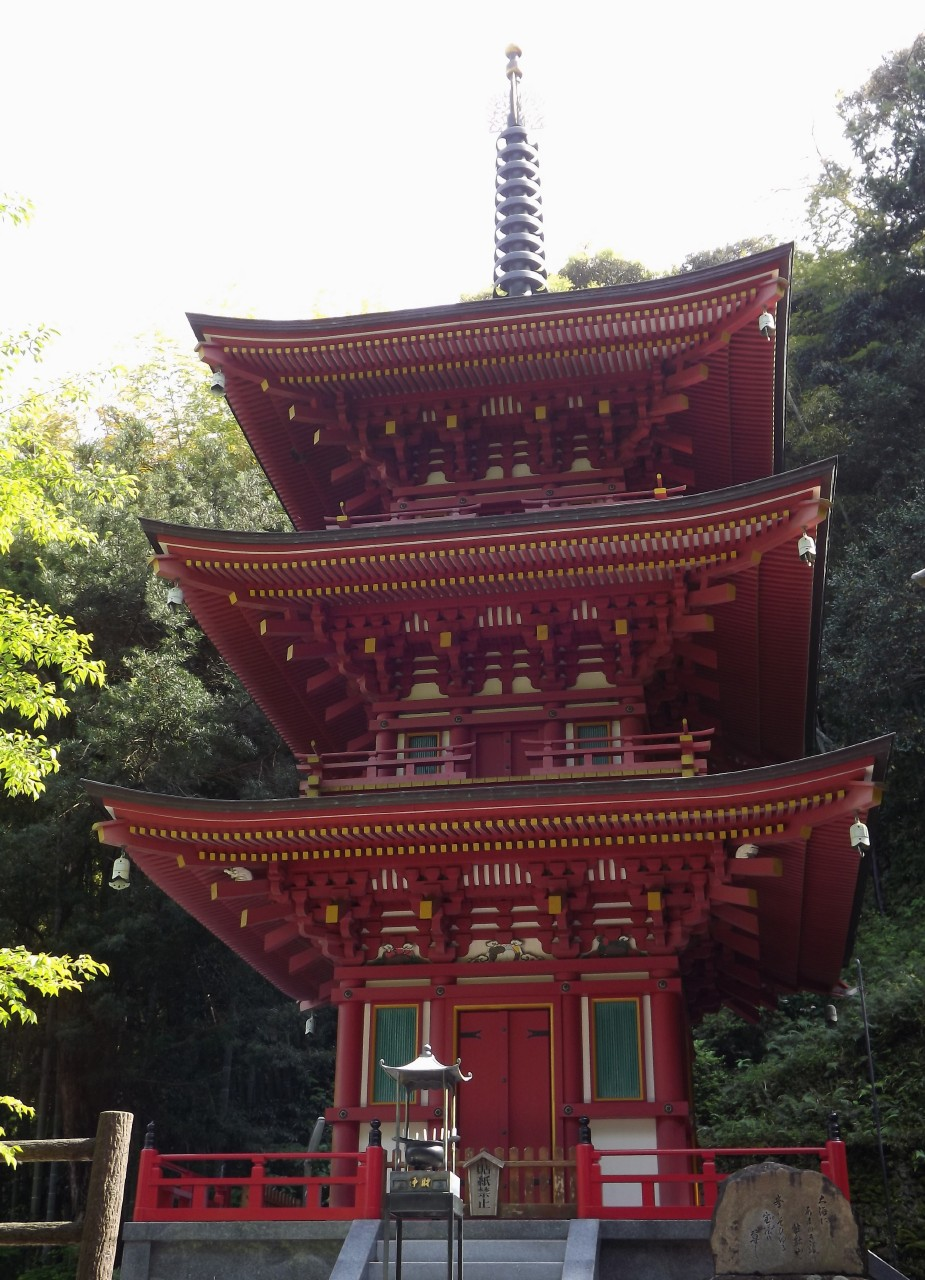
三重塔

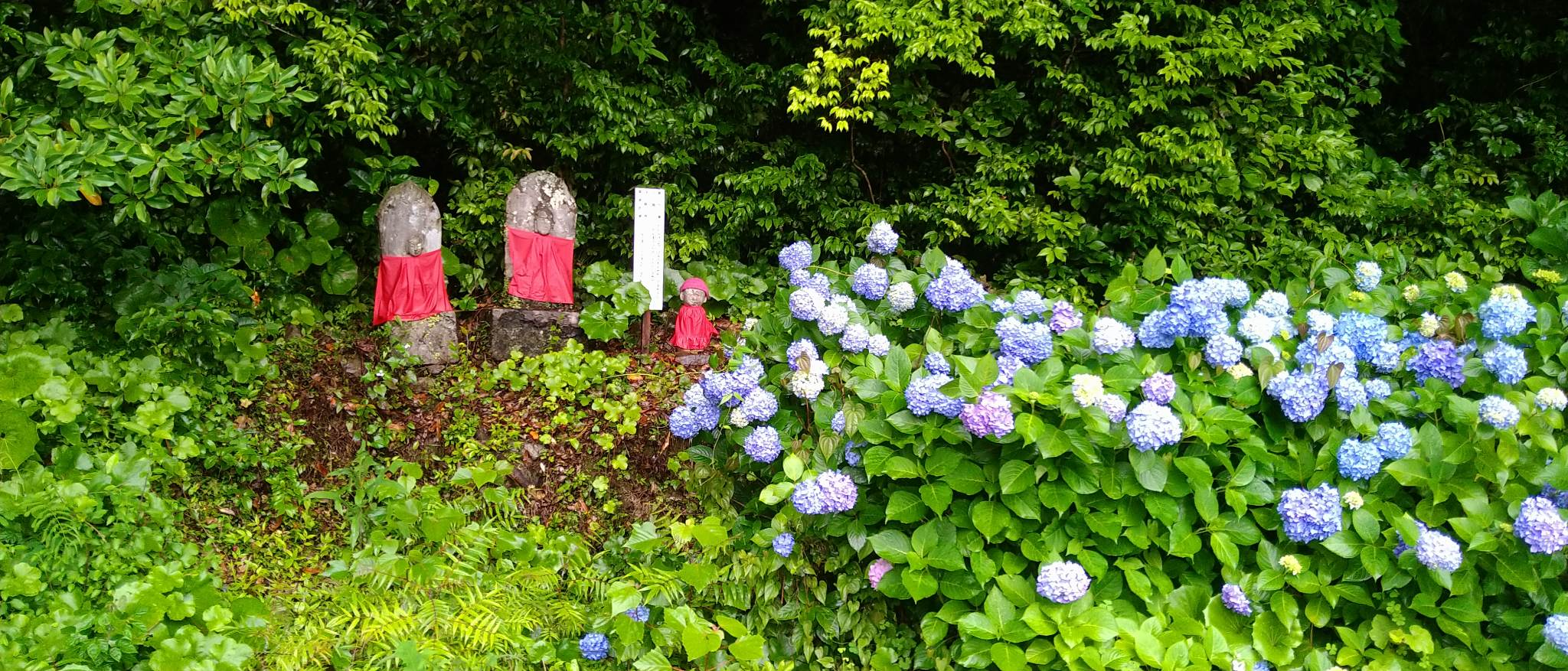
ミニ八十八ヶ所の並ぶ参道

- ミニ八十八ヶ所の石仏群：二つ目の石柱門を入った所から始まり参道である車道脇から境内に至り本堂前を経て本坊右に88番がある。
- 句碑・歌碑：芭蕉「古池や蛙飛こむ水の音」が本坊裏の小池の縁にあり天明元年（1781年）12月の建立で県下最古の芭蕉碑。「大海にあまねき護り独鈷山 峯にそびゆる宝塔（やお）の尊し」が三重塔の右前にある。

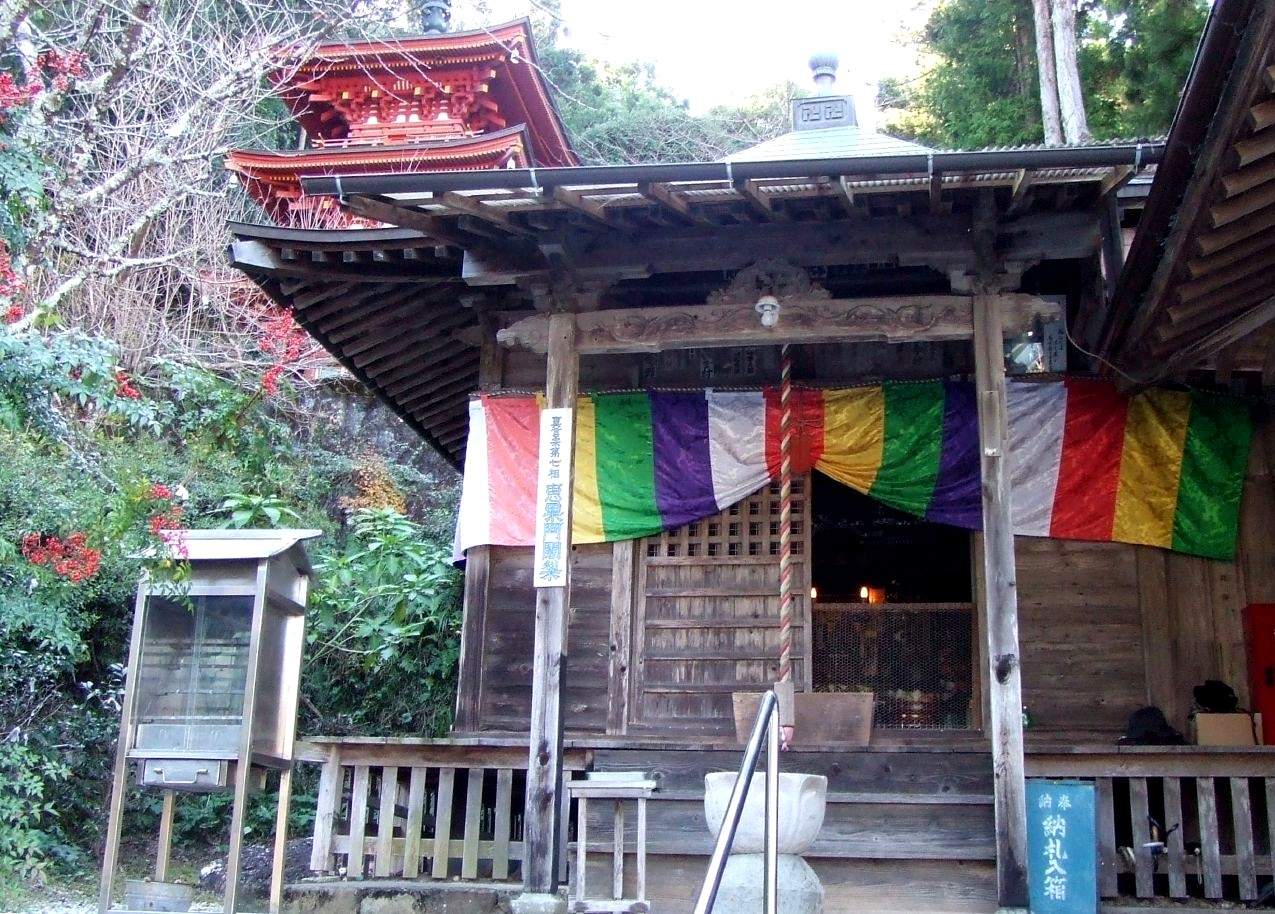
恵果堂
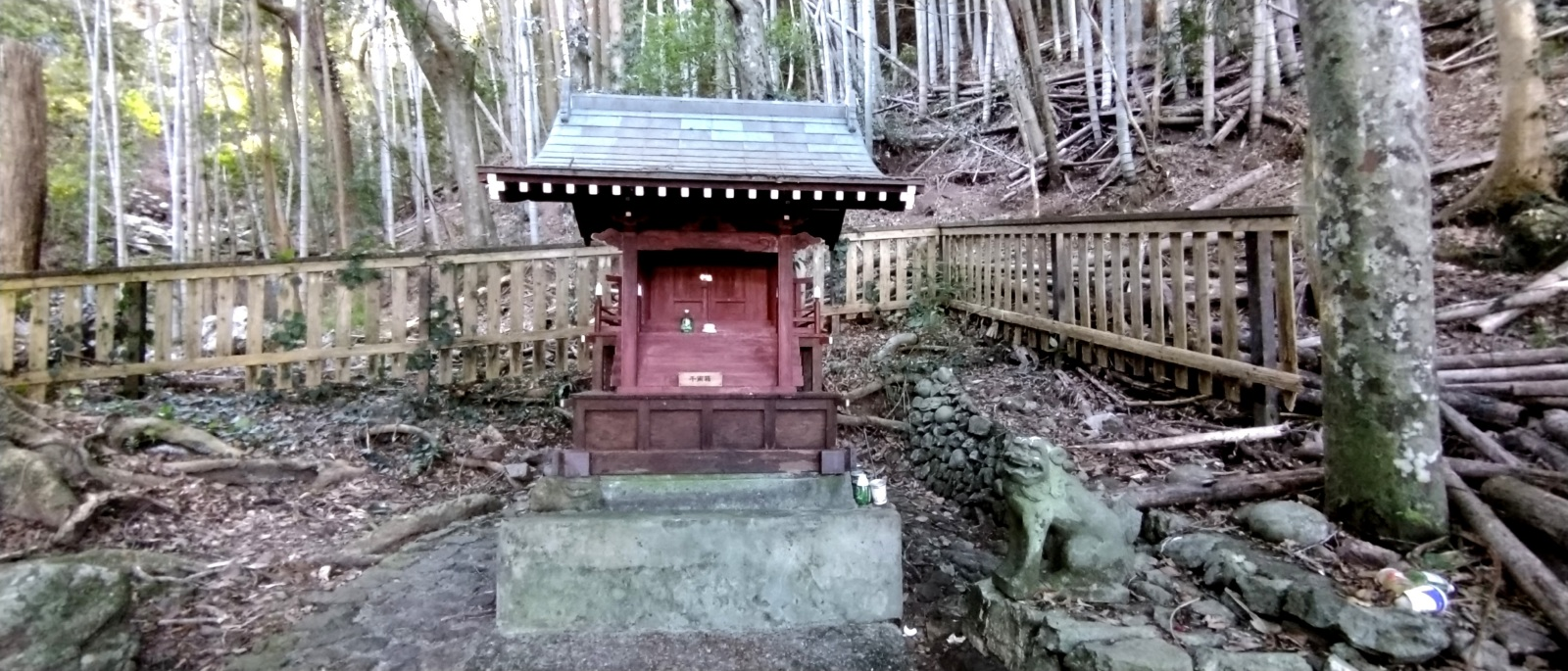
青龍大権現堂
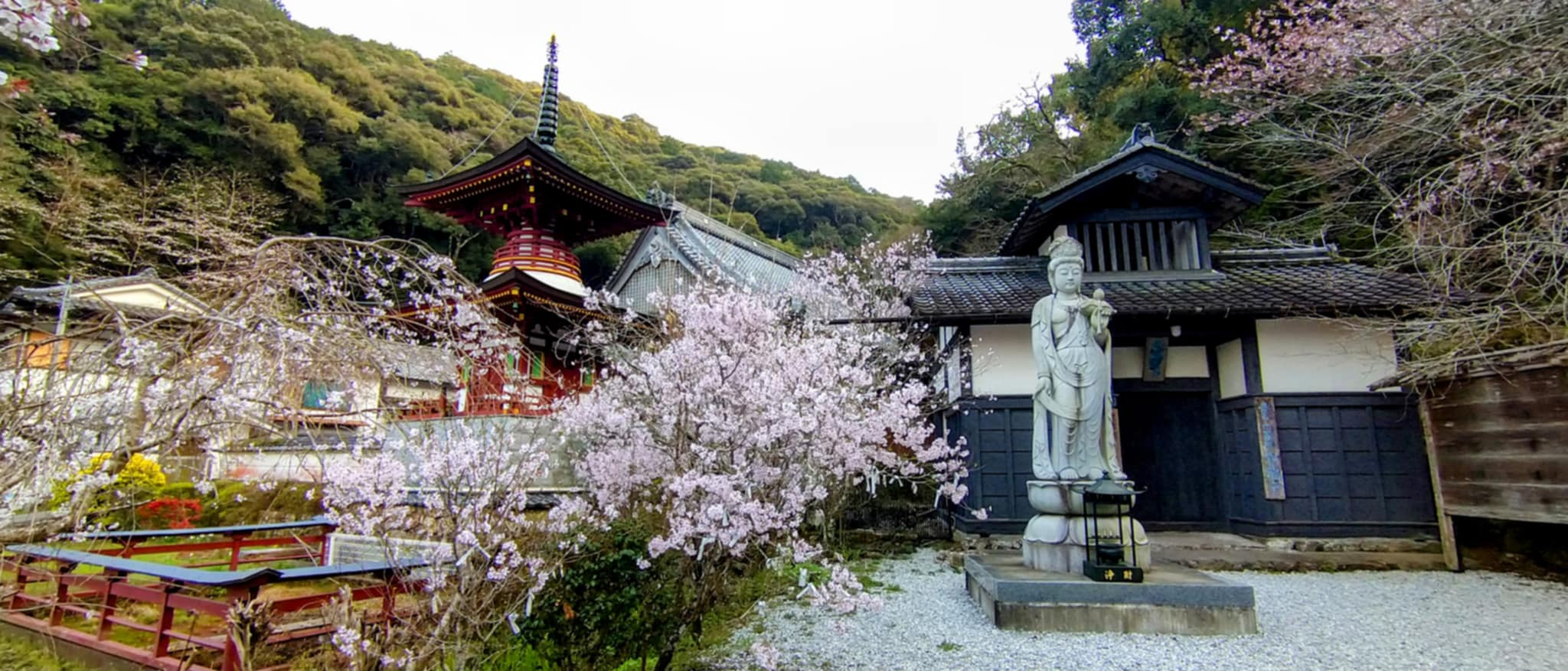
多宝塔　鐘楼門
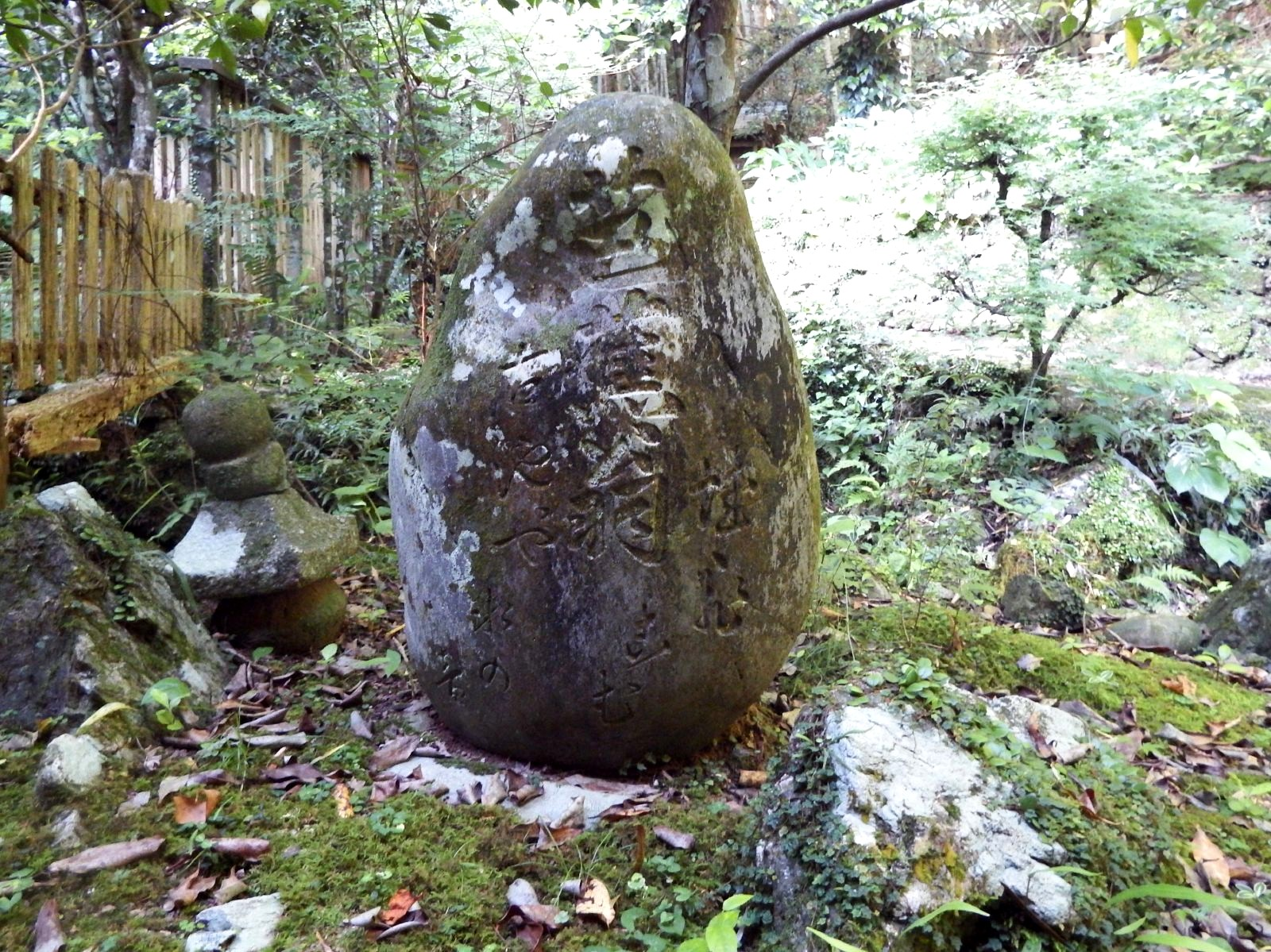
芭蕉翁碑

石段下の右に手水場、左に納経所、恵果堂がある。石段途中左奥に三重塔があり、仁王門の先にも170段の石段が続く。石段を上りきったところに本堂が建ち、左に大師堂、右に薬師堂があるが、この配置は唐の青龍寺と同様であるといわれている。
- 宿坊：なし
- 駐車場：20台（無料部分と有料部分あり）

## 文化財
重要文化財
- 愛染明王坐像 - 明治44年（1911年）4月17日指定[3][4]

桧の寄木造、彩色、玉眼、像高113.5 cm、鎌倉時代作、本堂の向って右脇陣に安置
国の史跡
- 土佐遍路道 青龍寺道 - （土佐市）塚地峠（標高185 m）周辺の1.579 km、平成28年（2016年）10月3日指定。[5][6]

塚地トンネル北口園地（大駐車場あり）から南に約840 m上ると塚地峠に至る。峠から分岐して少し上がった所に大展望所がある。峠に戻り約0.9 km下って行くと湧水の大師の泉があり、すぐに土の道から石畳になり約0.2 kmで、線画が描かれた岩屋がある。さらに下ると行倒れた遍路塚が点在し南側の開けた平地に出て約0.2 kmのところに安政地震の津波の碑（数台の駐車スペースあり）がある。

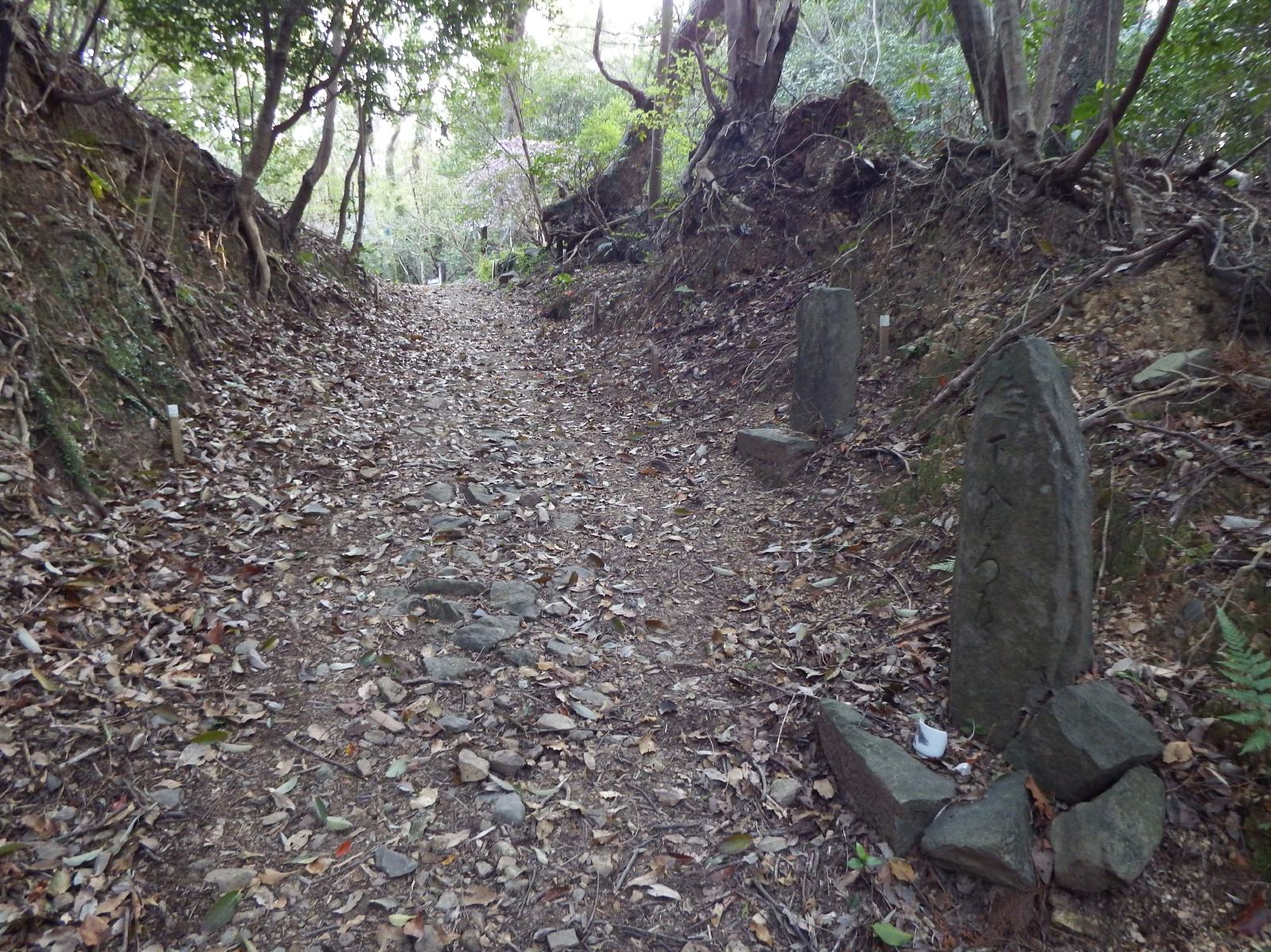
塚地峠目前
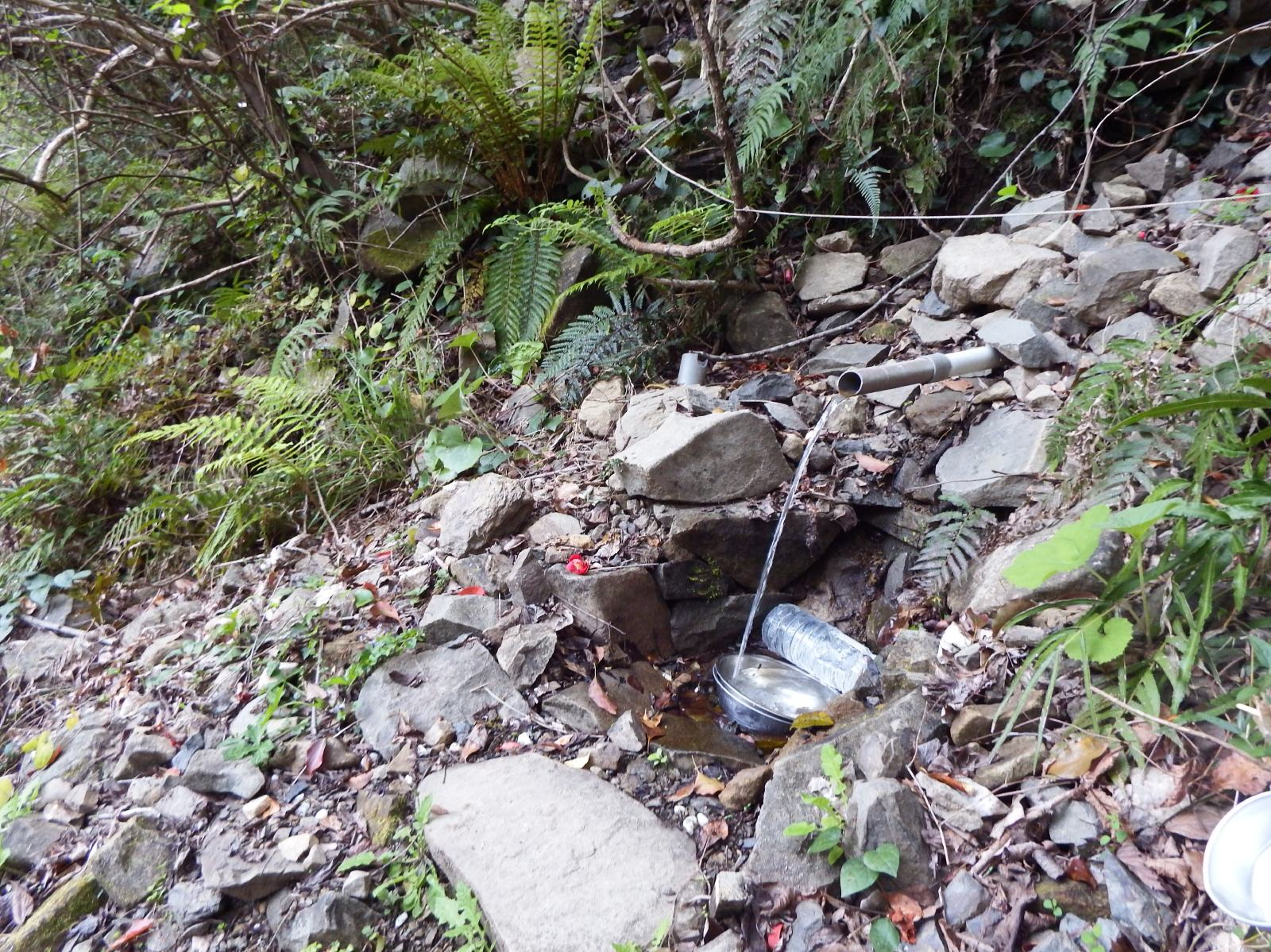
大師の泉
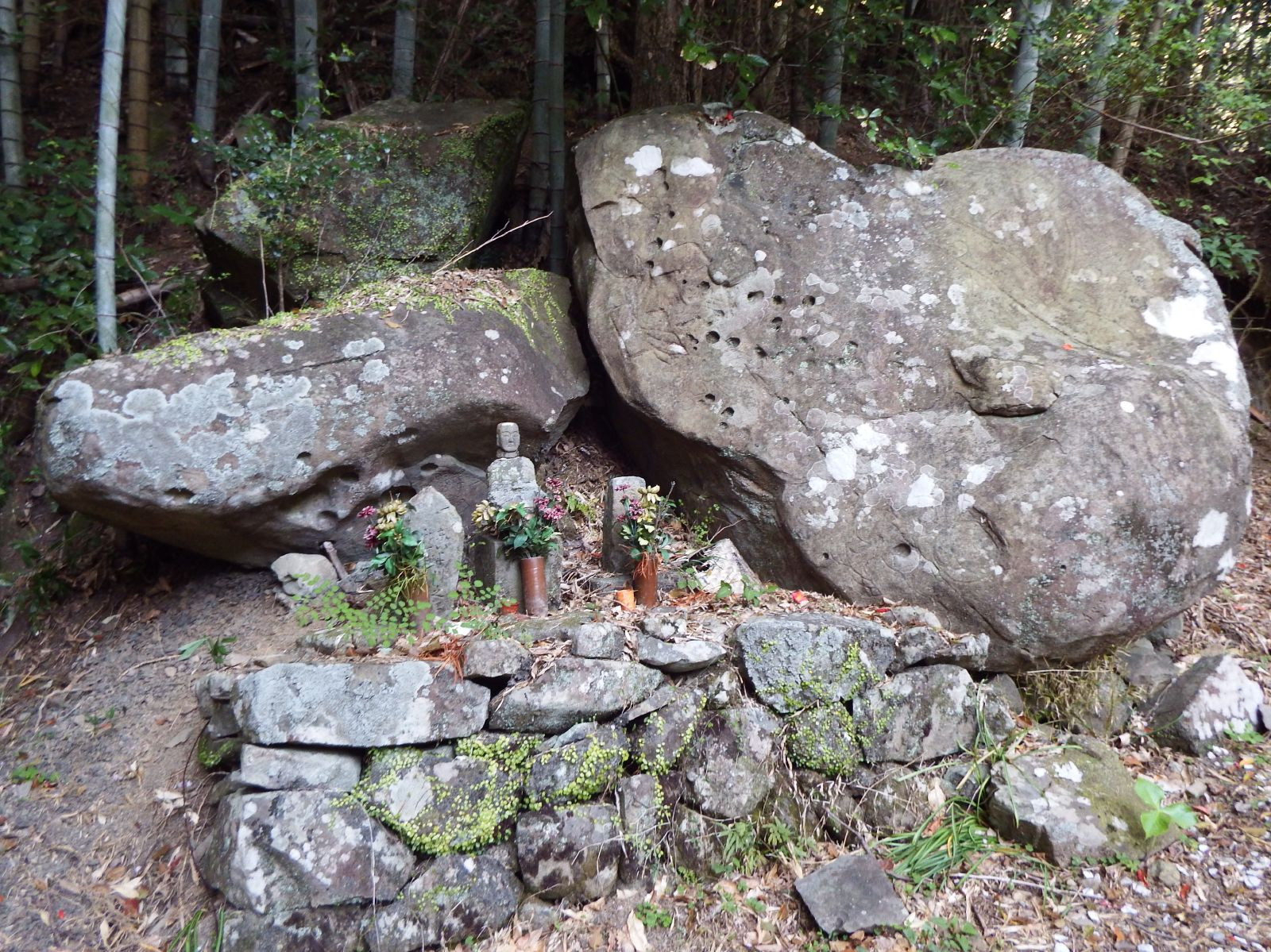
線画が描かれた岩屋
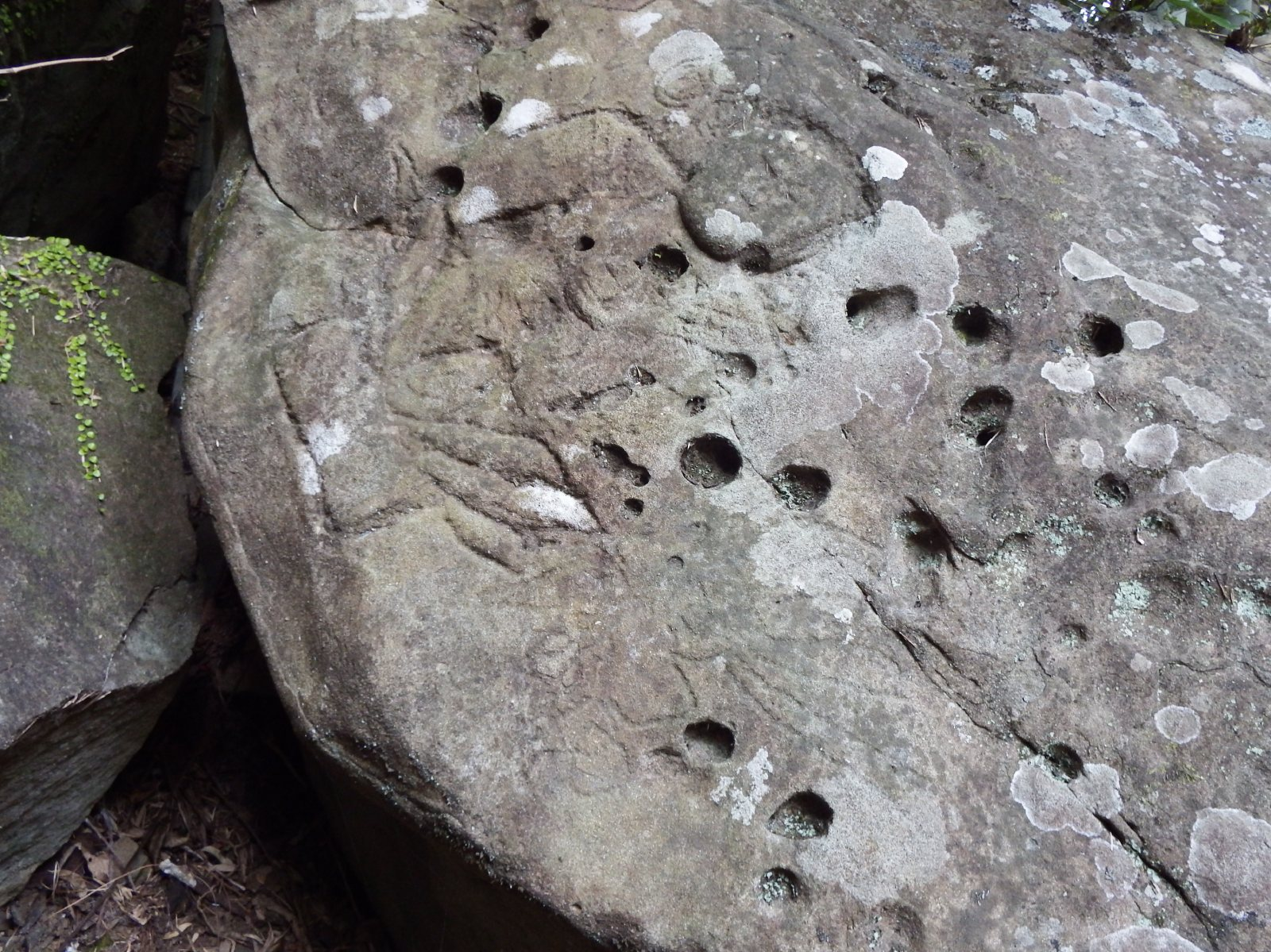
その線画のひとつ

## 交通案内
鉄道
- 四国旅客鉄道（JR四国） 土讃線 – 波川駅 (20.5 km)

バス
- とさでん交通・土佐市ドラゴンバス「宮前スカイライン入り口」下車 (3.1 km)

道路
- 一般道：高知県道47号横浪公園線（横浪黒潮ライン=横浪スカイライン別名） (0.8 km)

## 奥の院

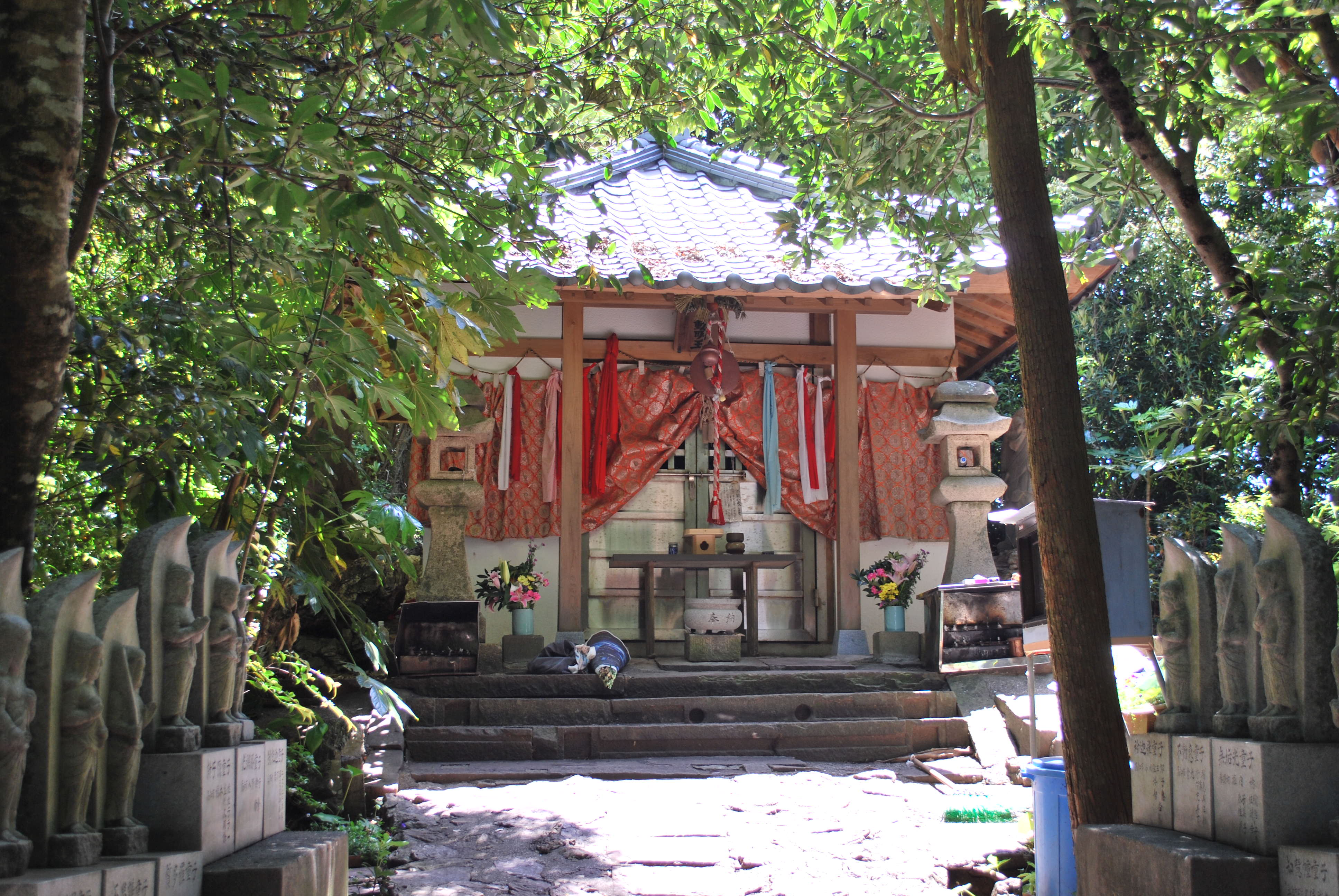
独鈷山不動堂

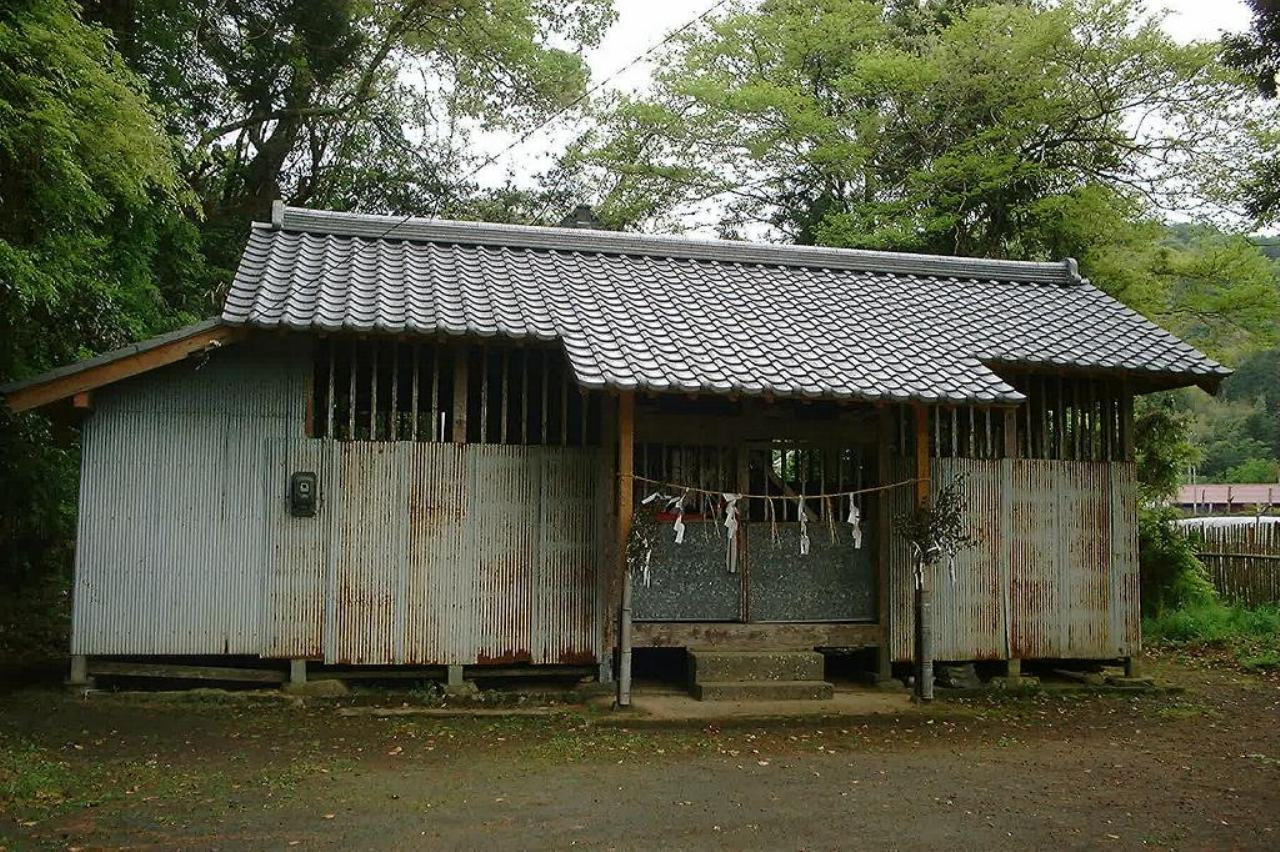
花山神社

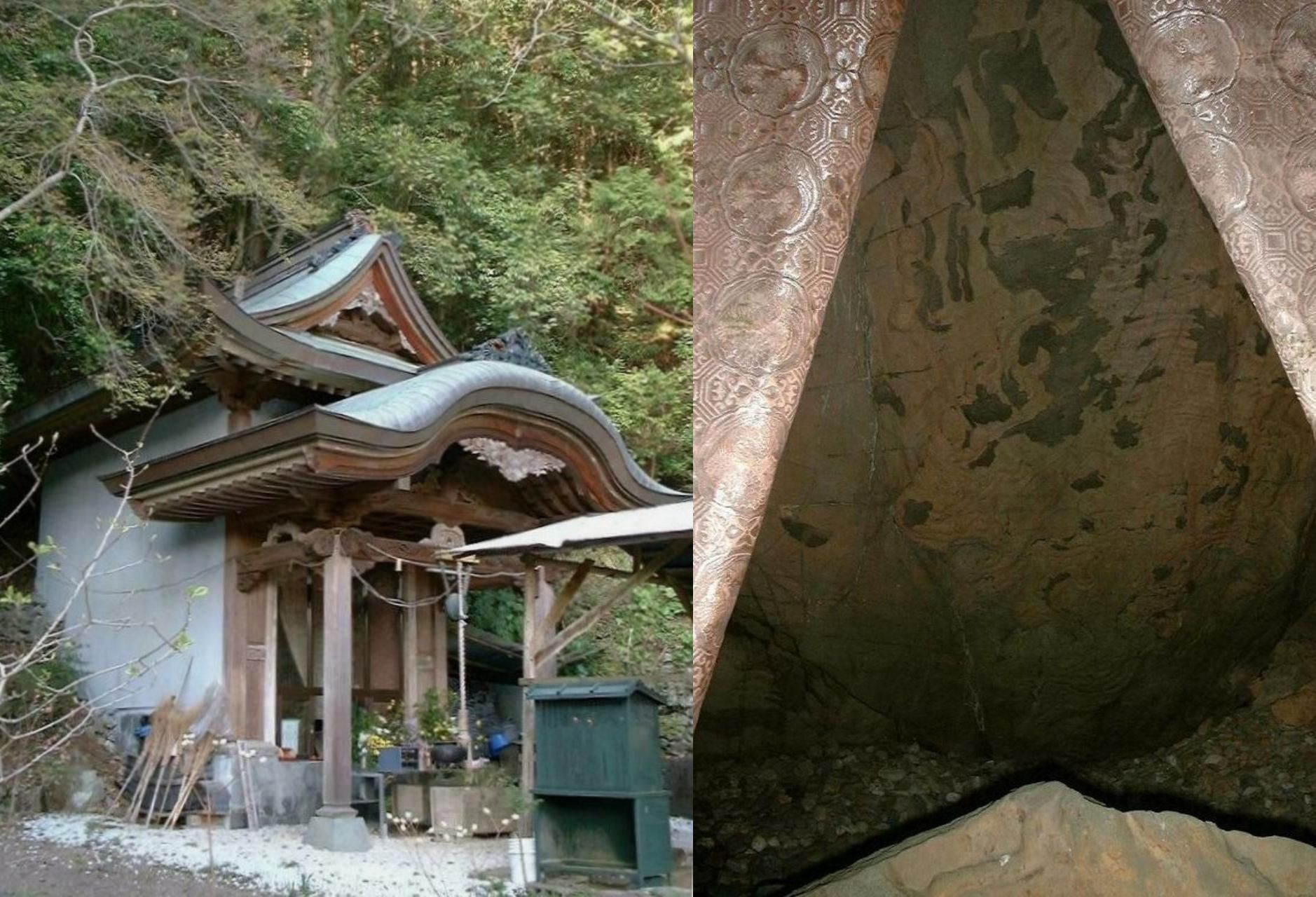
仏坂不動尊

独鈷山不動堂 （独鈷山不動堂）
空海は、日本において寺院を建立するにふさわしい場所を選ぶため、唐から独鈷杵を投げたが、それが、ここに飛来したと云われている。そして、唐より帰国途中に暴風雨に遭ったとき降臨し荒波を切り風雨を鎮めた不動明王を祀ったのがここである。
青龍寺より南東へ0.8 km。奥の院への参道を上り横波スカイラインを横断して山頂へ進むと背後が太平洋の断崖の上に石堂があり、その断崖の下に青龍窟があるが海からしか行けない。石堂には石の波切不動明王が祀られている。本来は石堂も本尊も空海が一夜建立されたと云われているが何度か再建されている。また、近年まで女人禁制の聖地であり、今でも三十六童子から先は裸足で参拝するしきたりとなっている。
なお、納経及び御影の授与は青龍寺の納経所で行っている。

## 周辺の番外霊場
花山神社（かざんじんじゃ）
花山院廟とも呼ばれ花山法皇が崩御された地と伝えられ、明治初期に廃寺となるまでは春日山阿弥陀寺千光院という寺であったと言われている。かつては花山法皇の位牌が祀られていた。本殿の裏山には陵墓とされる不入の藪がある。しかし、花山法皇が高知で崩御した史実はない。
- 所在地：高知県須崎市浦ノ内出見（いずみ）846番 （花山神社）

仏坂不動尊（ほとけざかふどうそん）
遍路道の仏坂峠から斜面を200 m下ったところにあり、光明峯寺（真言宗泉涌寺派）の境内にある。空海が巡錫中、紫雲とともに諸仏が降臨するのを感得そこにあった大岩に触れると不動明王が浮かび上がったとされる霊場である。岩不動とも呼ばれ実際に火焔んの形が自然に浮き出た岩がお堂に祀られている。
なお、納経は行われていない。
- 所在地：高知県須崎市神田983-2 （仏坂不動尊）

## 前後の札所
四国八十八箇所
35 清瀧寺 -- (13.9 km)--  36 青龍寺 --（58.5 km：横浪スカイライン経由）-- 37 岩本寺